# Interstate 68
L'Interstate 68 (I-68) è un'autostrada statunitense della Interstate Highway che si estende per 181,7 chilometri e collega Morgantown con Hancock.